# Qualzow (Mirow)
Qualzow ist ein Ortsteil der Stadt Mirow im Süden des Landkreises Mecklenburgische Seenplatte in Mecklenburg-Vorpommern.

## Geografie und Verkehrsanbindung
Qualzow liegt nordöstlich des Kernortes Mirow. Die Landesstraße L 25 verläuft östlich und die B 198 südlich vom Ort. Südwestlich erstreckt sich das 32 ha große Naturschutzgebiet Zerrinsee bei Qualzow, ein Versumpfungsmoor. Verborgen im Waldgebiet zwischen den Dörfern Qualzow und Granzow liegt das Arboretum Erbsland.

## Sehenswürdigkeiten
In früheren Zeiten existierte in Qualzow eine Kirche, die aber aufgrund der Zwangsumsiedlung von Qualzow wegen der Erprobungsstelle Rechlin 1934 zerstört wurde. Von ihr ist lediglich der Altar erhalten geblieben, der 1934 gerettet wurde und sich heute in der Dorfkirche Schillersdorf befindet. Die Kirche wurde nicht wieder aufgebaut.